# 苯丙烯
苯丙烯（英語：Phenylpropene，或称为2-丙烯基苯，2-Propenylbenzene，3-苯基-1-丙烯，3-Phenyl-1-propene）是化学式为C6H5CH2CH=CH2的不饱和芳香烃，常温下为无色液体。注意不要与烯丙基双键位置不同的异构体1-丙烯基苯（包括顺-1-丙烯基苯和反-1-丙烯基苯）混淆。
在植物化学中，苯丙烯是一类重要的化合物——苯丙素类化合物的母结构，包括有丁香油酚、黄樟素等。